# Deerhound
Der Deerhound ist eine von der FCI anerkannte britische Hunderasse (FCI-Gruppe 10, Sektion 2, Standard Nr. 164).

## Herkunft und Geschichtliches
Der Deerhound wurde zur Hetzjagd auf Hirsche (deer engl. für Hirsch) gezüchtet und diente im Mittelalter dem schottischen Adel als Begleithund. Ebenso wie der Irische Wolfshund wird der Deerhound auf die großen keltischen Windhunde zurückgehen; er war auch an der Rekonstruktion der letzteren Rasse beteiligt.
Durch die Einführung von Schusswaffen zur Jagd verlor der Deerhound seine Aufgabe, den Hirsch auf Sicht zu hetzen. Im Gegensatz zum Wolfshund wurde er danach aber auch für die Hirschjagd mit Feuerwaffen verwendet, das sogenannte Deer-Stalking, so dass sich sein Bestand über die Jahrhunderte nicht wesentlich änderte. 1886 wurde der Britische Deerhoundclub gegründet, der den noch heute gültigen Rassestandard festgelegt hat.

## Beschreibung
Der Deerhound ist ein großer bis sehr großer (76 cm) eleganter Windhund mit dichtem, zotteligem, aber anliegendem Fell, das sich harsch und steif anfühlt. Die Farben sind dunkles Blaugrau, dunkleres und helleres Grau oder gestromt sowie gelb, rotsandfarben oder rotbräunlich mit schwarzer Maske und schwarzen Ohren, Läufen und Rute. Seine Ohren sind klein, hoch angesetzt und in der Ruhe zurückgefaltet (Rosenohren); in der Erregung werden sie über den Kopf erhoben.
Die Rute ist lang. Sie ist stark am Ansatz, verjüngt sich und reicht fast bis zum Boden. Im Stand fällt sie vollkommen gerade herab oder ist aufgebogen.

## Verwendung
Der Deerhound ist ein guter Begleithund, weniger schnell als der Greyhound, aber stärker und widerstandsfähiger. Als Sporthund läuft er bei Windhundrennen, zum Beispiel beim Coursing. Wo diese Jagdmethode legal ist, kann er auch bei der Hasenhetze zum Einsatz kommen.

## Wesen
Der Rassestandard beschreibt den idealen Deerhound wie folgt: „seine allgemeine Haltung [ist] von edler Würde geprägt. Sanft und freundlich. Gehorsam und leicht zu erziehen, da er bestrebt ist, zu gefallen. Fügsam und ausgeglichen, niemals mißtrauisch, aggressiv oder scheu. Zeigt sich mit ruhiger Würde.“